# Dąbrowa-Las
Dąbrowa-Las (do 31 grudnia 2002 Dąbrowa) – wieś (do 31 grudnia 2002 część wsi Patków) w Polsce położona w województwie mazowieckim, w powiecie zwoleńskim, w gminie Policzna. Ma status sołectwa.
W latach 1975–1998 miejscowość należała administracyjnie do województwa radomskiego. 1 stycznia 2003 nastąpiła zmiana nazwy z Dąbrowa na Dąbrowa-Las połączona z uzyskaniem przez tę dotychczasową część wsi Patków statusu wsi.